# Controversia sobre el hacking
La controversia con base en el tema de Hacking ha tomado mayor fuerza en los últimos años a raíz de los actos realizado por estos grupos a los gobiernos de diferentes países, o por los famosos robos de información a grandes empresas.
Esta controversia ha sido un tema de discusión que se debate principalmente entre el ámbito moral y el legal de las acciones de los grupos involucrados, esta clase de debates se desarrollan en su mayoría con los famosos “Hacktivists” que suelen realizar acciones ilegales pero en teoría con un fin social o buscando un bien mayor.
Esto se debe principalmente a que desde el principio de este concepto los propios hackers se dividían en dos secciones, hoy existen muchas más pero se siguen dividiendo principalmente en dos rubros, así como el doctor Himanen, el creador de La Ética del Hacker y el espíritu de la era de la información, lo escribe en su obra,

“En el centro de nuestra era tecnológica se hallan unas personas que se autodenominan hackers. Se definen a sí mismos como personas que se dedican a programar de manera apasionada y creen que es un deber para ellos compartir la información y elaborar software gratuito. No hay que confundirlos con los crackers, los usuarios destructivos cuyo objetivo es el de crear virus e introducirse en otros sistemas: un hacker es un experto o un entusiasta de cualquier tipo que puede dedicarse o no a la informática. En este sentido, la ética hacker es una nueva moral que desafía la ética protestante del trabajo, tal como la expuso hace casi un siglo Max Weber en su obra La ética protestante y el espíritu del capitalismo, y que está fundada en la laboriosidad diligente, la aceptación de la rutina, el valor del dinero y la preocupación por la cuenta de resultados.”

Frente a la moral presentada por Weber, la ética del trabajo para el hacker se funda en el valor de la creatividad, y consiste en combinar la pasión con la libertad. El dinero deja de ser un valor en sí mismo y el beneficio se cifra en metas como el valor social y el libre acceso, la transparencia y la franqueza.

## Diferentes tipos de hackers[1]

### White Hat
Los White Hats también son conocidos como los hackers éticos. Ellos suelen ayudar a las empresas desde remover virus hasta encontrar las fallas de seguridad en sus empresas para después reforzarlas. Estos hackers tienen un grado de universidad relacionado con las áreas de TI y además suelen tener alguna certificación de ethical hackers como la CEH (Certified Ethical Hacker) que es la más famosa y reconocida mundialmente.

### Black Hat
Los Black Hats también son conocidos como crackers, estos son los tipos de hackers de los que se escucha seguido. Encuentran empresas que tengan vulnerabilidades y roban dinero e información.

### Grey Hat
Los Grey Hats se encuentran entre los White y los Black Hackers éticamente, podrían ser de cualquiera de los dos lados pero prefieren hackear por su cuenta y notificar sobre las fallas a las empresas a cambio de una tarifa, además de otra tarifa por repararla.

### Green Hat
Los Green Hats son principiantes en el mundo del hacking pero se caracterizan por tener la intención de convertirse en hackers experimentados y con mucho conocimiento. Sobreabundan en la web en foros haciendo preguntas pero son pocos los que avanzan a ser experimentados debido al compromiso y al acceso a la información indicada.

### Elite Hacker
Los Elite Hackers es una pequeña sección entre los programadores a la que solo los hackers más hábiles se encuentra. Entre esta rama es donde se encuentran las vulnerabilidades más nuevas a los sistemas.

### Script Kiddie
Este grupo se caracteriza por solo descargar programas y herramientas hechas por otras personas y hackear. Con el conocimiento que tienen no serían capaces de hackear algo por su cuenta. A cambio de los Green Hats, este grupo no está interesado en aprender ni en obtener experiencia.

### Neophyte
Este grupo se caracteriza por no tener ningún conocimiento sobre hacking.

### Blue Hat[3]
Este grupo se caracteriza por estar fuera del área de informática y que es contratado para probar sistemas buscando por vulnerabilidades.

### Hacktivist
Este grupo se caracteriza por usar sus habilidades de hacking para asuntos sociales y hacer pública una idea social, religiosa o política. Hay dos tipos de Hacktivists:
	a.Ciberterrorismo: Cuando hackers entran a un sitio y lo cambian gráficamente por los suyos.
	b.Libertad de Información: Los que publican información privada.

### Nation State
Las organizaciones que trabajan para el gobierno y que participan entre guerras con otras organizaciones o países.

### Organized Criminal Gangs
Las organizaciones que trabajan para organizaciones criminales para obtener ganancias. Este es el caso de muchas organizaciones que operan en la Deep Web en el tráfico de armas, drogas, personas, material ilegal, etc.

## Tipos de ataques informáticos.[4]
En está época donde la tecnología está tan avanzada y existen tantos dispositivos conectados entre ellos y a internet. Salió una nueva forma de atacar ya sea individuos o empresas mediante el uso del internet y de los dispositivos conectados a una red. Los ataques informáticos, son ataques que se han ido desarrollando y se han creado distintos tipos de ataques cada uno con un propósito diferente.

### Puertas traseras.
Puerta trasera también conocido como Backdoor, está es una amenaza donde el atacante utiliza una puerta trasera para instalar un software que le permita acceder de manera ilegal al sistema permitiendo el robo y modificación de la información, también en algunos casos tomar control total del equipo, por lo cual puede llegar a hacer muy grave.
Las puertas traseras son más comúnmente creadas por errores de programación que no se quitaron a la hora de sacar el producto a los clientes.

### Ataque de denegación de servicio (DOS).
Este tipo de ataque como su nombre lo dice consiste en quitar el servicio de la red a los dispositivos conectados entre sí. Este ataque se basa en atacar el dispositivo de red que permite la comunicación entre los dispositivos dentro de una red y hacia internet, generalmente estos dispositivos son los switches y los routers. Este ataque puede llegar a ser grave

### Ataque de acceso directo
Este es un ataque simple, consiste en tener un acceso físico o directo a la computadora o servidor y estando en ella está computadora tiene su seguridad comprometida, ya que el atacante puede instalar softwares que dañen el equipo así como robar información valiosa para la víctima.

### Eavesdropping
Eavesdropping es un ataque de espionaje donde el atacante puede escuchar una conversación entre dos personas, leer paquetes de red que dos dispositivos se están enviando entre ellos y leer información que no va dirigida hacia él.

### Spoofing
Es un ataque cibernético en el cual una persona obtiene acceso ilegal a una red por medio de la creación de datos falsos para hacer creer a los dispositivos de la red que forma parte de dicha red y así lograr que le envíen información a él y que él pueda enviar información de regreso.

### Manipulación
La manipulación es un ataque basado en web donde ciertos parámetros en la URL se cambian sin el conocimiento del cliente; y cuando las claves de los clientes en esa URL, se ve y parece exactamente lo mismo.

### Ataque Repudio.
Este simple ataque consiste en cuando un usuario realiza algún tipo de transacción para después negar que la realizó afirmando que dicha transacción se llevó a cabo con su consentimiento

### Ataques contraseña
Contraseñas es una forma de ataque a la seguridad de un sistema en donde los atacantes tratan de obtener la contraseña del sistema ya sea adivinando o utilizando alguna otra herramienta y así poder entrar al sistema.

### Malware
Malware se refiere a software malintencionado que se están diseñado para dañar o realizar acciones no deseadas en el sistema. Existen muchos tipos de estos malwares y cada uno tiene sus propios propósitos. Existen los virus, gusanos, adware etc…

### Trojan Horses
Estos son unos ataques muy conocidos en estas épocas, consiste en esconder códigos maliciosos dentro de otros programas que consideramos genuinos o correctos y una vez ejecutados puede robar o corromper la información dentro del sistema. Obtiene su nombre por la famosa historia de la guerra de troya.

### Robo de Identidad
Es un delito en el que sus datos personales son robados y estos datos se utilizan para cometer un fraude. Cuando una persona se hace pasar por otros individuos para obtener algún beneficio generalmente financiero

### Adware
Es un software que soporta anuncios cuya observancia haga anuncios a su autor. Así que cuando el programa se está ejecutando, se muestra el anuncio. Básicamente, el adware es similar al malware ya que utiliza los anuncios de infligir computadoras con virus mortales.

### Ransomware
RansomWare es un virus que es muy popular donde el atacante obtiene acceso al sistema y utilizando métodos de criptografía encripta dicha información para después pedir una especie de rescate económico para regresarles el acceso a su información, los primeros ataques de este virus fueron en Rusia.

### Spyware
Es un software espía que recolecta información del usuario o computadora sin consentimiento del usuario, suele ser oculto. Es muy usado en empresas para revisar las actividades de sus usuarios. Existen varias versiones gratuitas de este tipo de software.

### Phishing
```
Este ataque consiste en obtener información sensible y personal del usuario para después hacer uso de ella en algún otro tipo de ataque. Generalmente consiste en engañar de alguna manera al usuario ya sea con páginas falsas u otra manera para que el usuario te las entregues creyendo que está haciendo un login o registro normal.
```

### Virus
Un virus es un software que tiene por objetivo alterar el funcionamiento normal del ordenador, sin el permiso o el conocimiento del usuario. Los virus, habitualmente, reemplazan archivos ejecutables por otros infectados con el código de este.

### Robo de Propiedad Intelectual
Se trata básicamente de un robo de una idea, el plan y la metodología que se utiliza. Es un robo de material con derechos de autor en el que viole los derechos de autor y las patentes.

### Keylogger
Keylogger es un software espía, el cual registra lo que sucede dentro de un sistema. Se concentra en el registro de cada tecla presionada en el teclado obteniendo así información sobre lo que el usuario hace incluyendo información valiosa como contrasena, correos y otras cosas valiosas.

### Bluesnarfing
La característica más importante es que usa una tecnología la cual hoy en día lun gran porcentaje de los dispositivos tienen que es el bluetooth. Los hackers usan los dispositivos bluetooth para obtener información de los dispositivos móviles del usuario.

## Anonymous[5]
En la actualidad el grupo de hackers más famoso en la actualidad es “Anonymous” y como lo dice su nombre es una organización sin registros de quienes son sus miembros ni donde operan. Es importante mencionar que hasta lo que se sabe, no tienen organización ni líderes sino una comunidad donde todos son iguales.
Las noticias que se saben de este grupo son de datos filtrados que desea soltar un miembro anónimamente después de haber renunciado o después de que el grupo haya hecho alguna acción.
Su lema es bastante famoso:
| Knowledge is free. We are Anonymous. We are Legion. We do not forgive. We do not forget. Expect us! \|- | El conocimiento es libre. Somos Anónimos. Somos Legión. No perdonamos. No olvidamos. ¡Espéranos! "Message to Scientology" "Call to Action" |

Anonymous es sin duda el grupo más controversial de los últimos tiempos en cuanto al área de hacking. Esto por los múltiples casos en los que este grupo se ha visto incluido.
2006. Anonymous quebró la página web de una estación de radio supremacista llamado Hal Turner que lo obligó a pagar cuentas gigantes de dinero.

2008. Quebró la página de una iglesia Cienciología, una “religión estilo culto”.

2011. Filtraron información sensible de un foro de hacking donde el ejército de china se veía involucrado en ataques a EU.

2011. Quebraron la página de internet en protesta en contra de una iglesia bautista que tenía fama de ser extremadamente agresiva.

2011. Anonymous quebraron las tecnologías que sitios ilegales para venta de pornografía infantil usaban.

2012. Tumbaron dos sitios del gobierno de Uganda por ser tan intolerantes contra la comunidad LGBT.

2017. Con la intención de hacer que el presidente de NorCorea renuncie les hicieron saber que tenían 15,000 usuarios y contraseñas y amenazaron con filtrarlas.

Estos son muchos de los eventos en los que Anonymous ha participado. En su lema expresan que la información es libre y muchas de sus acciones lo reflejan. Pero con base en esto se basan las controversias. La gente juzga si lo que hacen es correcto o no, ya que cada persona tiene diferente perspectiva y percepción de la moral.

## Problemas de privacidad

### Yahoo (2013)
Este es considerado por algunos como el ataque cibernético “más importante” de la historia, el cual ahora se sabe que afectó a alrededor de 3,000 millones de cuentas y no sólo a las mil millones que se anunciaron en un principio.
Según declaraciones de la empresa, “La investigación indica que la información de las cuentas de usuario robadas no incluían contraseñas en texto claro, datos de tarjeta de pago o información de cuentas bancarias. La compañía continúa trabajando estrechamente con la policía”.

### Target (2013)
Este caso se trata del mayor robo de información de tarjetas de crédito en la historia de los Estados Unidos, este ataque afectó a más de 70 millones de clientes de la empresa Target, accediendo a información tal como su nombre, dirección, número de teléfono y correo electrónico, mientras que son alrededor de 40 millones los clientes que pudieron haber sufrido robo de la información de sus tarjetas de crédito y débito.
El director ejecutivo de Target declaró: "Sé que es frustrante para nuestros clientes saber que esta información fue robada y lamentamos que tengan que pasar por esto".
La empresa también aclaró que los clientes no serán responsables de cualquier cargo fraudulento, y también ofreció un año de monitoreo de crédito gratuito y protección contra robo de identidad a sus clientes en EEUU.

### Equifax (2017)
Es considerado como el robo de información crediticia más importante de los últimos años, esto se debe a que Equifax es una empresa encargada de calcular el riesgo crediticio de los consumidores, y eso la hace acreedora a información privilegiada de millones de clientes, como datos personales, historial crediticio, números de seguro social hasta números de licencia de conducir, por eso el ataque a su sistema y el robo de la información de aproximadamente 143 millones de usuarios fue un golpe devastador para la empresa.

## Convenciones y grupos
Hoy en día, grandes avances en el tema de la ciberseguridad se dan principalmente en eventos denominados “Convenciones de Hackers” o “Convenciones de Seguridad”. Expertos en diferentes campos, ya sea software, redes o hardware utilizan estas plataformas para exponer sus investigaciones a toda la comunidad.
Por lo general estos eventos son estrictamente para White Hat Hackers. Cualquier vulnerabilidad mostrada, en caso de ser un sistema público, debe ser reportada primero a los creadores de dicho sistema, para que estos puedan tener tiempo de arreglar el problema antes de que sea expuesto a la comunidad.
Otro elemento muy importante para el desarrollo de nuevas técnicas de seguridad son los grupos de hackers, ya sean bien intencionados o no. Estos grupos tienen diferentes enfoques y presentan sus resultados de manera diferente, sin embargo todos son contribuyentes importantes al desarrollo de tecnologías de seguridad informática.

### Convenciones

#### DefCon[10]
DefCon surge en 1993, fundada por Jeff Moss, un hacker y experto en seguridad informática que además ha estado involucrado en asociaciones como ICANN y HSAC para Barack Obama en 2009. Con base en Las Vegas, DefCon es sin duda la conferencia de mayor renombre en la comunidad. El evento tiene todo tipo de conferencias, exposiciones y concursos, presentados por expertos de todo el mundo. Desde hackeo de cajeros automáticos y drones hasta hackeos de infraestructuras del gobierno americano, DefCon tiene una gran variedad de contenido.

#### Black Hat[11]
Otro de los eventos más importantes en la comunidad es Black Hat. Fundado por Jeff Moss, al igual que DefCon, este es un evento internacional, con presentaciones en Estados Unidos, Europa y Asia. Mientras que DefCon tiene un ambiente un poco más casual o divertido, Black Hat toma las cosas con un poco más de seriedad. Es un evento considerablemente más chico y normalmente está enfocado más a compañías, inversores y profesionales en la industria de la seguridad. A parte de las pláticas y exposiciones que tienen, diferentes compañías ofrecen cursos técnicos diseñados específicamente para los participantes del evento.

### Grupos

#### Lizard Squad[12]
Un grupo de Black Hat Hackers que se dedica principalmente a ataques DDoS por medio de botnets en routers y computadoras infectadas. Los objetivos principales de sus ataques han sido: League Of Legends, Sony, Corea del Norte, Tor, Xbox y más. En respuesta a sus ataques un grupo de White Hackers, llamado the White Team, surgió para defender a los usuarios afectados. El grupo recién formado hackeó routers y computadoras vulnerables, para así defenderlas en contra de los botnets inyectados por Lizard Squad.

#### LulzSec[13]
LulzSec también era un grupo de Black Hat Hackers, aunque en este caso sus motivos parecían ser puramente por diversión. Fueron responsables por el famoso hackeo a Sony Pictures en el 2011. Otros objetivos famosos que han hackeado son: Bethesda, Minecraft y The Escapist.

#### Syrian Electronic Army[14]
Este grupo surgió en el 2011, apoyado directamente por el gobierno de Bashar al-Assad. Su objetivo principal fue atacar grupos políticos rivales para darle la ventaja competitiva a este presidente. También fueron responsables por el hackeo de páginas de varios gobiernos en el Medio Este y Europa. Son reconocidos como el primer grupo militar en línea.

## Controversias sobre la enseñanza del hacking
A lo largo del documento el tema de la seguridad informática es un tema que se está volviendo muy común en esta nueva época en la que la tecnología está por todos lados. Cada día existen nuevos hackers y nuevos tipos de ataques que buscan dañar un servidor o a un usuario y debido a los nuevos avances tecnológicos aprender y llevar a cabo estos ataques es cada vez más fácil. Es por esto que muchos se preguntan si las técnicas de creación de malware y de hacking deberían de ser enseñadas en las universidades. Muchas personas argumentan que no se debería de hacer ya que estas enseñando a estudiantes maneras de realizar ataques que pueden dañar a otras personas.
Al estar tan avanzada la tecnología es muy fácil aprender por cuenta propia como crear un malware o evadir un antivirus y que además a diferencia de años atrás que normalmente se requiere de un conocimiento muy alto en informática es decir gente que se dedicaba a eso por mucho tiempo, hoy en día existen varias herramientas que pueden hacer esto por ti que no se necesita tanto conocimiento para crear algún tipo de malware. Otro argumento que hay, tiene que ver con la moral o ética de las personas, el hecho de que alguien sepa como realizar un ataque no significa que lo vaya a realizar con intención de dañar, una comparación interesante que hacen es “Ellos comparan estas destrezas con las de estudiantes de física que aprenden sobre bombas atómicas o estudiantes de biología que aprenden sobre cómo funcionan los venenos.”
Como pudimos observar después de leer varias opiniones acerca de si es conveniente enseñar hacking es que no hay tal vez una respuesta correcta acerca de esto ya que si es peligroso pero a la vez es algo fácil de aprender por lo que tal vez lo correcto sería enseñarlo de alguna manera que los que lo aprendan hagan uso de sus conocimientos de manera éticamente correcta u otra manera es que esas habilidades sirvan para protegerse a sí mismo o a la empresa en la que trabajan, hoy en día ya existe un trabajo que es bien pagado que se dedica a encontrar fallas en la seguridad para poder protegerte y es un empleo muy bien pagado que es el de pentester.